# Georg Windtner
Georg Windtner (* 1916; † 1988) war ein österreichischer Orgelbauer in St. Florian (Linz-Land).

## Leben
Georg Windtner erlernte den Orgelbau bei Gebrüder Mauracher in Linz und eröffnete 1954 dort eine Werkstätte für Orgelbau. Er betrieb den Bau, die Restaurierung und Wartung von Pfeifenorgeln. 1984 übernahm sein Sohn Franz Windtner die Werkstätte. Der Betrieb wird firmiert heute als Fa. Windtner Orgelbau GmbH.

## Werke
| Jahr | Ort                             | Gebäude                  | Bild | Manuale | Register | Bemerkungen                                       |
| ---- | ------------------------------- | ------------------------ | ---- | ------- | -------- | ------------------------------------------------- |
| 1956 | Tauplitz                        | Pfarrkirche              |      | I/P     | 8        | Instandsetzung der Orgel aus 1858 von Franz Hölzl |
| 1962 | St. Valentin (Niederösterreich) | Pfarrkirche Langenhart   |      | II/P    | 21       | [ 2 ]                                             |
| 1964 | Laakirchen                      | Evangelische Kirche      |      | II/P    |          | tlw. zusammengeführt aus 2 anderen Orgeln         |
| 1980 | Timelkam                        | Evangelische Pfarrkirche |      | I/P     | 6        | Umbau der Orgel der Gebrüder Mauracher aus 1932   |